# Emeterio González
Pour les articles homonymes, voir González.
Emeterio González Silva (né le 11 avril 1973 à San Juan y Martínez) est un athlète cubain, spécialiste du lancer de javelot. Il a remporté trois éditions successives des Jeux panaméricains.

## Biographie
Après avoir participé aux championnats du monde juniors d'athlétisme 1992, Emeterio González obtient ses premières médailles internationales senior dès 1993 : le bronze aux championnats d'Amérique centrale et des Caraïbes et aux Jeux du même nom, deux épreuves remportées par le Colombien Luis Lucumí,.
En 1995 il remporte les Jeux panaméricains avec 79,12 m, un nouveau record des Jeux, succédant à son compatriote Ramón González vainqueur en 1991. La même année il dépasse la barre des 80 mètres en réussissant 80,90 m le 30 mai à La Laguna, puis 82,64 m le 15 juin à Tel Aviv. Lors de ses premiers championnats du monde, disputés à Göteborg, il est éliminé en qualifications.
En 1997 il remporte les championnats d'Amérique centrale et des Caraïbes en établissant un nouveau record des championnats. Il termine septième des championnats du monde grâce à un jet à 83,58 m, record de Cuba. Il approche de son record à Catane lorsqu'il termine deuxième de l'Universiade derrière le Sud-Africain Marius Corbett.
Il améliore son record en 1998 en réalisant 84,20 m à Santiago de Cuba. À Maracaibo il s'adjuge le titre aux Jeux d'Amérique centrale et des Caraïbes ; avec 80,92 m il bat le record des Jeux.
L'année 1999 est celle de son deuxième titre aux Jeux panaméricains, où il dispose de son compatriote Máximo Rigondeaux et de l'Américain Tom Petranoff. En revanche les championnats du monde se soldent par une nouvelle septième place, malgré un record de Cuba au troisième essai de la finale.
En 2000, il ajoute un nouveau titre à son palmarès, cette fois ce sont les championnats ibéro-américains. Il entame une tournée en Europe, au cours de laquelle il réalise les meilleurs jets de sa carrière. Le 31 mai à Dessau, il améliore une nouvelle fois le record de Cuba, avec 84,83 m réalisés au quatrième essai. Le 3 juin 2000 à Iéna, il s'élance pour son dernier essai en troisième position et surclasse Isbel Luaces et Boris Henry en lançant le javelot à 87,12 m. Il réussit encore 86,08 m, quelques jours plus tard, à Cassel.
En septembre, il finit huitième des Jeux olympiques.
En 2002, il représente pour la troisième fois les Amériques, lors de la Coupe du monde des nations, et prend la troisième place.
En 2003 il réussit la passe de trois aux Jeux panaméricains, tout comme le sauteur en longueur Ivan Pedroso, avec un record des Jeux à la clé.
Après un dernier titre en 2005, aux championnats d'Amérique centrale et des Caraïbes, il prend sa retraite sportive en 2007. La relève ne s'est pas fait attendre , puisqu'en 2006 il est dépossédé de son record national par Guillermo Martínez.

### Palmarès
| Date | Compétition                                      | Lieu           | Résultat | Épreuve | Performance |
| ---- | ------------------------------------------------ | -------------- | -------- | ------- | ----------- |
| 1993 | Championnats d'Amérique centrale et des Caraïbes | Cali           | 3e       | Javelot | 71,18 m     |
| 1993 | Jeux d'Amérique centrale et des Caraïbes         | Ponce          | 3e       | Javelot | 71,24 m     |
| 1995 | Jeux panaméricains                               | Mar del Plata  | 1er      | Javelot | 79,28 m     |
| 1997 | Championnats d'Amérique centrale et des Caraïbes | San Juan       | 1er      | Javelot | 81,66 m     |
| 1997 | Championnats du monde                            | Athènes        | 7e       | Javelot | 83,56 m     |
| 1997 | Universiade                                      | Catane         | 2e       | Javelot | 83,48 m     |
| 1998 | Jeux d'Amérique centrale et des Caraïbes         | Maracaibo      | 1er      | Javelot | 80,92 m     |
| 1999 | Jeux panaméricains                               | Winnipeg       | 1er      | Javelot | 77,46 m     |
| 1999 | Championnats du monde                            | Séville        | 7e       | Javelot | 84,32 m     |
| 2000 | Championnats ibéro-américains                    | Rio de Janeiro | 1er      | Javelot | 80,02 m     |
| 2000 | Jeux olympiques                                  | Sydney         | 8e       | Javelot | 83,33 m     |
| 2002 | Coupe du monde des nations                       | Madrid         | 3e       | Javelot | 79,77 m     |
| 2003 | Jeux panaméricains                               | Saint-Domingue | 1er      | Javelot | 81,72 m     |
| 2004 | Championnats ibéro-américains                    | Huelva         | 2e       | Javelot | 76,34 m     |
| 2005 | Championnats d'Amérique centrale et des Caraïbes | Nassau         | 1er      | Javelot | 76,44 m     |

#### National
9 titres de 1994 à 2002.

### Records
| Épreuve | Performance | Lieu | Date        |
| ------- | ----------- | ---- | ----------- |
| Javelot | 87,12 m     | Iéna | 3 juin 2000 |